# Goodyear Tire & Rubber Company
Goodyear Tire & Rubber Company (NYSE: GT) (накратко: Goodyear, произнася се Гу̀диър) е компания от САЩ, един от най-големите производители на автомобилни гуми в света. Компанията заема 147-o място в класацията Fortune Global 500 (2014). Седалището ѝ се намира в Акрън, щат Охайо. Компанията произвежда гуми за автомобили, самолети, други транспортни средства, а както и различни гумени изделия.
Компанията е наречена на името на Чарлз Гудиър, изобретателя на вулканизирания каучук. Още първите гуми на Goodyear стават много популярни, тъй като били лесни за сваляне и поддръжка.

## История
Основана е през 1898 г. от Франк Сийбърлинг (Frank Seiberling), като я кръщава на името на Чарлз Гудиър, въпреки че компанията не е свързана с него.
Сийбърлинг също така определя отличителната търговска марка „крило-крак“, която остава символична връзка с миналото на компанията. Като каучукова компания със само с 13 работници, Goodyear започва производство на велосипеди и гуми за карети, подкови, тампони и покер-чипове. След първия пълен месец на дейност реализира продажби в размер на $8246.
От създаването на първата велосипедна гума през 1898 г., Goodyear проправя пътя към превръщането си в най-голямата компания за производство на гуми в света, титла спечелена през 1916 г. когато е възприет лозунга „Все повече хора да се возят на гуми Goodyear, отколкото на всеки друг вид“. Така тя става най-голямата компания за производство на гуми през 1926 г. Тези първи легендарни години дават тон, който продължава да се усеща във всички аспекти на дружеството и отношенията му с неговите клиенти.
Компанията произвежда гуми за автомобили, камиони, джипове, състезателни коли, самолети и за други машини.
Компанията е най-успешният доставчик на гуми за „Формула 1“ за всички времена, с най-много стартове, победи и титли при конструкторите, отколкото всеки друг доставчик. Goodyear се оттегля от спорта след сезон 1998 г.
Днес Goodyear е най-голямата компания за производство на гуми в света, с присъствие на шест континента и годишни продажби от над 15 млрд. долара. В допълнение към марката гуми Goodyear, тя произвежда няколко други уважавани марки, включително Dunlop, Kelly, Fulda, Lee, Sava и Debica. Останалите части от бизнеса осигуряват изделия от каучук и полимери за най-различни автомобилни и индустриални пазари.

## Хронология
- 1898 – Основаване
- 1901 – Сийберлинг прави състезателни гуми за Хенри Форд
- 1908 – Форд Модел Т е оборудвана с гуми „Goodyear“
- 1909 – 1-ва самолетна гума
- 1911 – 1-ви дирижабъл
- 1912 – „Goodyear“ мини-наблюдателен дирижабъл първи дебют
- 1917 – направени дирижабли & балони за американските военни по време на Първата световна война
- 1919 – с гуми на „Goodyear“ е оборудвана кола, която печели в Индианаполис 500
- 1925 – пуснат е първият малък наблюдателен дирижабъл Пилигрим
- 1926 – компанията става най-голямата за производство на гуми в света
- 1935 – придобива компания „Кели-Спингфийлд“
- 1956 – Goodyear експлоатира уран-235 за атомния преработвателен завод в Охайо
- 1958 – започва участия в състезания
- 1967 – Goodyear въвежда гумата „Polyglas“
- 1974 – продажбите достигнат 5 милиарда щатски долара
- 1984 – продажбите в световен мащаб надхвърлят 10 милиарда щатски долара
- 1987 – масивно преструктуриране
- 1994 – „Електронен магазин“ открит на CompuServe
- 1999 – Goodyear Dunlop влиза джойнт-венчър с Sumitomo каучук
- 2006 – края на серийния модел гуми във Великобритания, затваряне на завода Вашингтон
- 2008 – Фатална експлозия в Хюстън

## Goodyear във Формула 1
|          | Участия | Победи | ПП  | НБО | Точки | Бр. пилоти | Бр. отбори | Бр. двигатели |
| Goodyear | 493     | 368    | 358 | 361 | 9061  | 251        | 63         | 30            |
| -------- | ------- | ------ | --- | --- | ----- | ---------- | ---------- | ------------- |